# Renfe 462 0400
Les locomotives 462 0401 à 462 0406 de la Renfe formaient une série de 6 locomotives à vapeur de type Garratt héritées du Ferrocarril Central de Aragón.
Plus grandes et plus lourdes que les locomotives Garratt de la série 282 0400 livrées la même année, elles ont été les locomotives pour trains voyageurs les plus puissantes d'Europe et les seules Garratt dédiées en Europe à la traction de trains de voyageurs.

## Historique
Les six locomotives, numérotées 101 à 106, ont été livrées en 1931 par Euskalduna au Ferrocarril Central de Aragón pour le service voyageur sur les lignes montagneuses entre Saragosse et Valence.
Lors de l'intégration du Ferrocarril Central de Aragón dans la Renfe en 1941, les locomotives sont pris les numéros 462 0401 à 462 0406. Le nombre 462 se comprend comme 2 x 231, d'après la numérotation française, retenue en Espagne pour l'arrangement des essieux.
À l'origine, ces locomotives fonctionnaient au charbon mais ont été converties au fuel dans les années 1960 prenant alors le nom de 462 f 0401 à 462 f 0406, avec le f de "fuel", ou plus communément de 462 f.
Les locomotives ont été affectées au dépôt de Valence. À partir des années 1950, elles ont assuré la liaison Express de Barcelone à Séville sur la section Tarragone – Valence. Elles y sont restées en service jusqu'à leur remplacement par des locomotives Diesel en 1967. Après avoir été retirées du service voyageurs, elles ont été utilisées pour le fret.
La locomotive 462F-0401 a été préservée, mais n'est pas opérationnelle.

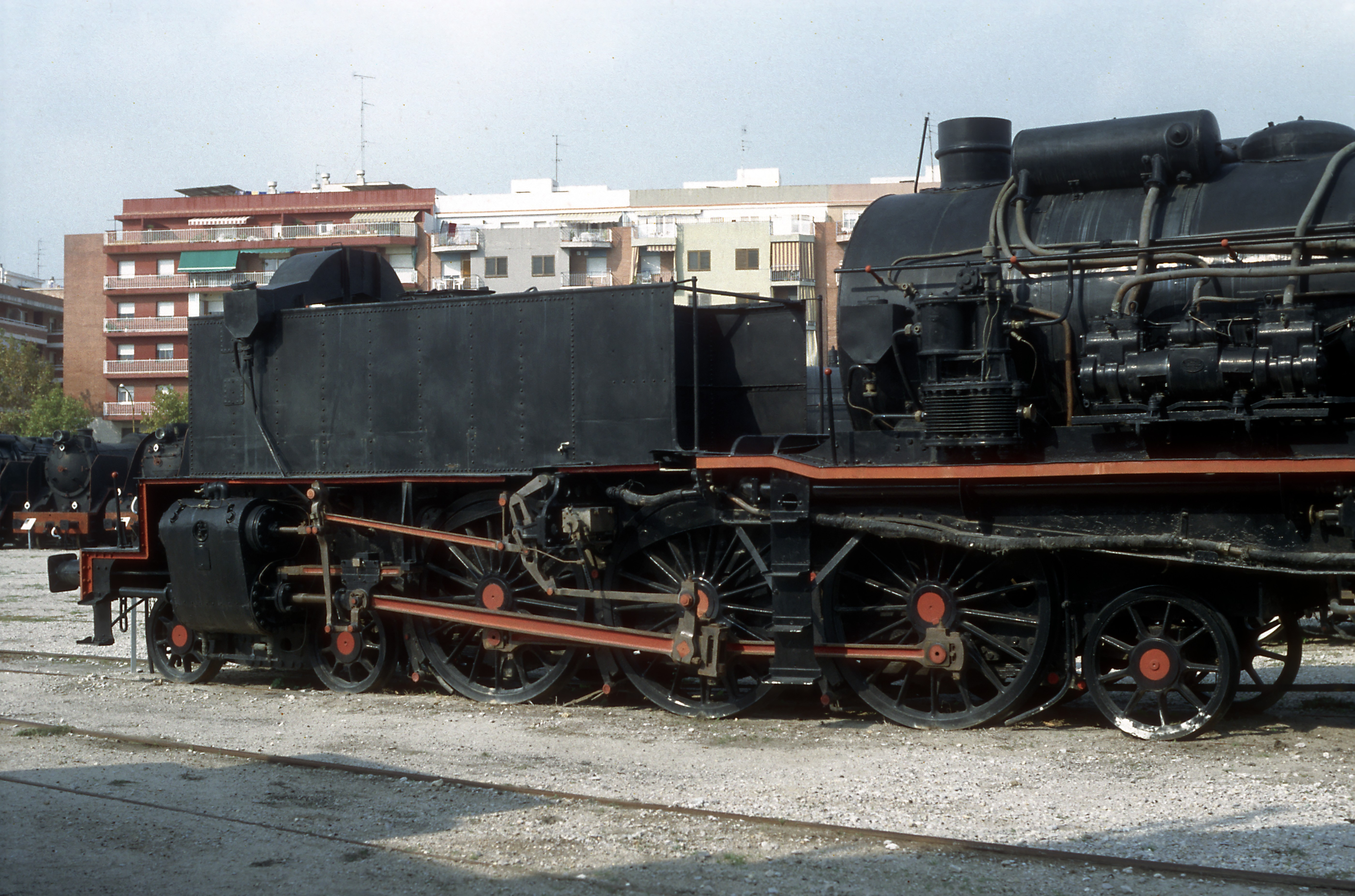
Partie avant de la 462 f 0401 (1995).

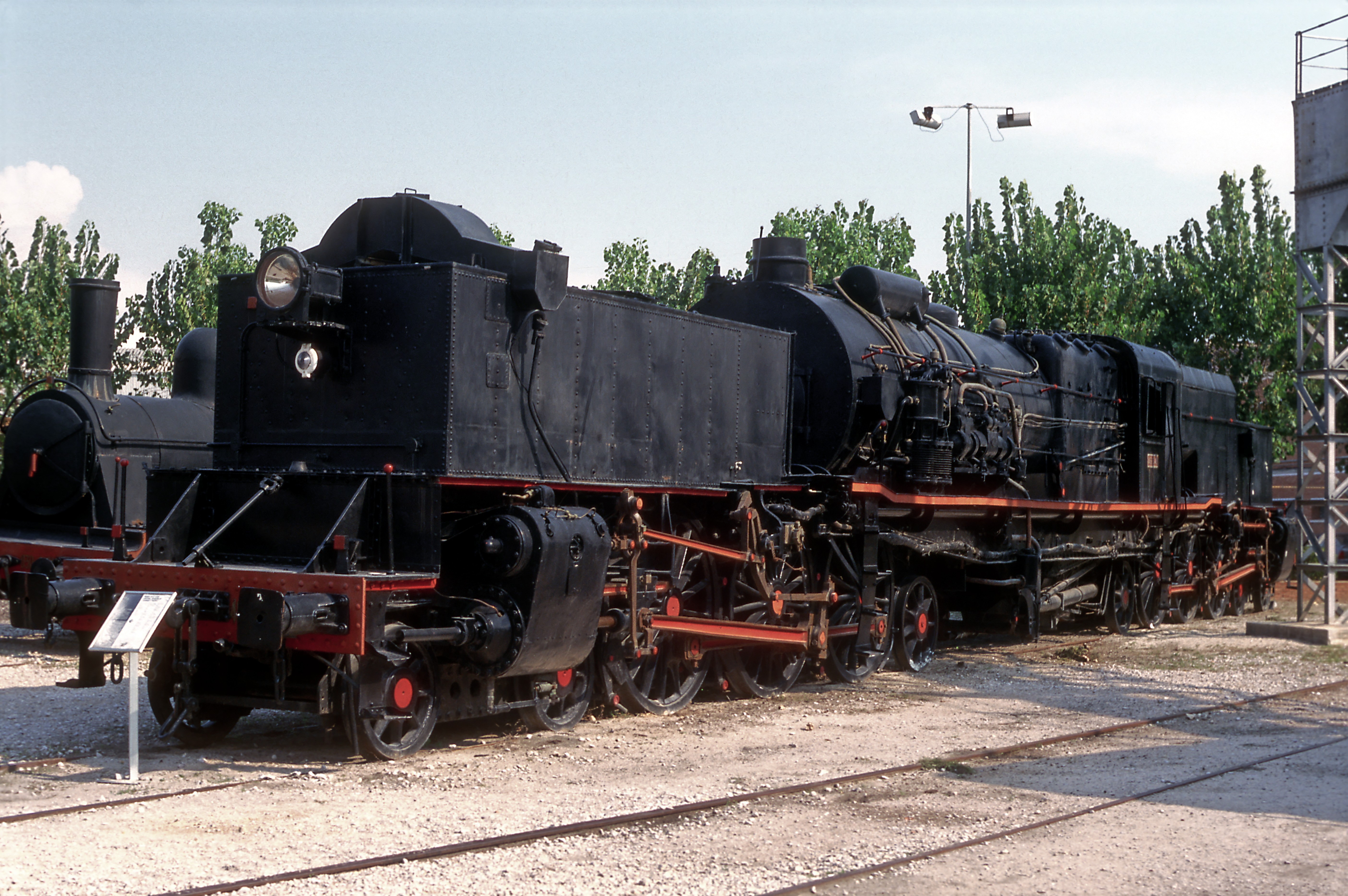
La 462 f 0401 en 1995.